# 持國
持國，《摩訶婆羅多》人物，哈斯蒂納普爾的國王。
在名義上，持國是福身王的次子奇武王的兒子，但實際上是福身王皇后貞信與前夫之子廣博，與奇武王的皇后安必迦所生的兒子，因為福身王的兒子奇武王及花釧王早逝，福身王的皇后貞信為免絕後，要求毗耶娑（即廣博仙人）娶了奇武王的兩位遺孀。
另一位因此以出生的是般度，兩人名義上是兄弟，血緣上同父異母。持國自出生就雙目失明，傳說因為持國的母親在生產他時，見到廣博，覺得他十分醜陋且粗魯而閉上眼，持國因此出身便是瞎子，亦因為這個原因，弟弟般度繼承王位，持國要等般度死後才能成為國王，後來又因般度的兒子般度族與持國和健陀國公主甘陀莉的兒子難敵等俱盧族爭奪王位，引發了俱盧大戰。俱盧大戰後，俱盧族大敗，持國亦死於森林大火。

## 持國的失明
在大戰結束時，持國因失去了百子而傷心，他詢問黑天，為何他作為一個善良及公正的國王，卻會失明。黑天在聽了這個問題後盤腿打坐，冥想片刻，他看到了這是因果報應。持國的前世曾是位暴君，有一天在湖上看見一隻天鵝被百隻小天鵝圍繞著，他一時興起下了令，殺了所有小天鵝並挖去天鵝雙眼，所以這個轉世他必須瞎眼並承受喪失百子的傷痛。